# 아쿠아스토리
《아쿠아스토리》는 위메이드플레이가 만든 물고기 키우기 게임이다. 2014년 7월 29일 구글 플레이 스토어에 출시되었으며 네이버 아쿠아스토리는 2016년 3월 12일에 서비스가 종료되었다. 2016년 6월 2일에 낚시가 가능한 시즌2로 대규모 업데이트가 있었다.

## 게임플레이
레벨을 올릴려면 물고기를 키워서 사료와 애정 수확을 해야 한다. 하트를 모으려면 물고기 재능을 터치한 후 낭만 뒤에 있는 선택하기를 터치하여 교육 보내기를 터치하면 남은 시간이 표시된다. 고급 물고기를 키우려면 수 많은 골드, 하트, 캐럿을 모아 구입이 가능하다. 2017년 기준 레벨은 최대 레벨 85까지 올릴 수 있다. 물고기 나이 5살 이상이 되면 진화가 가능한데, 황금, 말하는, 말하는 황금, 변종 이렇게 4가지로 진화를 시킬 수 있다. 모든 물고기 진화체를 다 채우면 도감을 완성시킬 수 있다.

## 수조 목록
일반 수조, 테마 수조, 낚시 수조로 구성된다. 물고기를 넣을 수 있는 어항은 최대 10마리까지 넣을 수 있으며 업그레이드하면 최대 11마리식, 총 4번 업그레이드하면 최대 15마리까지 넣을 수 있다.
- 일반 수조: 일반 수조는 8개의 수조가 존재한다. 1번 수조부터 8번 수조까지 있고 일반 물고기나 VIP 포인트를 모아 VIP 카드를 터치해 물고기만 넣을 수 있다.
- 테마 수조: 테마 수조는 7개의 수조가 존재한다. 심해 수조, 대형 수조, 토이 수조, 산호 수조, 빙하 수조, 토종 수조, 퍼즐 수조가 존재한다. 물음표에는 마지막 신규 수조가 생길 예정이다.
- 낚시 수조: 낚시 수조는 2개의 수조가 존재한다. 심연의 바다와 여신의 바다는 총 3층으로 구성된다.